# ليفي ريتشاردز
ليفي ريتشاردز (بالإنجليزية: Levi Richards)‏ هو مبشر أمريكي، ولد في 14 أبريل 1799، وتوفي في 18 يونيو 1876 في سولت ليك في الولايات المتحدة.